# Irská republikánská armáda
Irská republikánská armáda (IRA) (irsky Óglaigh na hÉireann) byla irská republikánská vojenská organizace. Její kořeny sahají k organizaci Irští dobrovolníci, založené 25. listopadu 1913, která měla na svědomí Velikonoční povstání v dubnu 1916. V roce 1919 byla zvoleným shromážděním (Dáil Éireann) během povstání formálně vyhlášena Irská republika a Irští dobrovolníci její legitimní armádou. IRA pak vedla partyzánský boj proti britské nadvládě v Irsku během irské války za nezávislost (1919 – 1921).
Podepsání anglo-irské dohody v roce 1921, která ukončila válku za nezávislost, vyvolalo uvnitř IRA rozkol. Členové, kteří s dohodou souhlasili, vytvořili pod vedením Michaela Collinse jádro Irské národní armády (INA), většina IRA však byla proti dohodě a chtěla, aby nezávislost získal celý ostrov, ne jen jeho část. Tyto názorové neshody vyústily v občanskou válku (1922 – 1923). Válka nakonec skončila pro ty, kteří byli proti dohodě (anti-treaty IRA), neúspěchem – ostrov zůstal rozdělen, nicméně svůj boj nevzdali a dál pokračovali ve svém boji za sjednocení celé země.

## Počátky
Irská inklinace k ideám republiky měla dlouhou historii – od organizace Society of United Irishmen, která stála za irským povstáním v roce 1798 a 1803, přes „povstání mladých Irů“ (Young Irelander Rebellion) v roce 1848 až po povstání pod taktovkou Irského republikánského bratrstva (Irish Republican Brotherhood/ IRB) v roce 1867. Metody, které IRA používala byly v určitém smyslu inspirovány i militantními irskými agrárními spolky, jejichž činnost probíhala v utajení. Patřili k nim např. Defenders, Ribbonmen a stoupenci Irish Land League.
Zkratka IRA byla poprvé použita organizací IRB (známou také pod označením Fenian Brotherhood). Tato Irská republikánská armáda se v 60. letech 19. století skládala z polovojenských jednotek amerických Feniánů, které byly organizovány do regimentů. Feniánští vojáci, kteří bojovali pod vlajkou IRA, se účastnili mimo jiné i boje o Ridgeway (Battle of Ridgeway) 2. června 1866. Název Irská republikánská armáda tak, jak jej známe dnes, byl poprvé použit na počátku 20. století pro odbojné jednotky Irish Volunteers a Irish Citizen Army během Velikonočního povstání (Easter Rising). Následně bylo toto označení použito pro ty z Volunteers, kteří v letech 1919 až 1921 vedli partyzánský boj, jímž podporovali vyhlášení Irské republiky v roce 1919.

## Pozadí – Home Rule a Volunteers
Politické násilí, které v Irsku vypuklo v letech 1916 až 1923 bylo jen vyústěním nesourodých nároků unionistů a nacionalistů. Irští nacionalisté požadovali Home Rule uvnitř Spojeného království a Britského impéria, což však unionisté důsledně odmítali. V roce 1914 byla tato jednání ve slepé uličce. Britská vláda byla připravena odsouhlasit Home Rule popř. irskou samosprávu, to však vedlo k vytvoření ozbrojených jednotek na obou stranách pomyslné názorové barikády. Unionisté vytvořili organizaci Ulsterští dobrovolníci a nacionalisté Irští dobrovolníci.
Government of Ireland Act 1914, který je spíš známy pod názvem Third Home Rule Act, byl zákon, vydaný britským parlamentem v květnu 1914, jehož cílem bylo poskytnout Irsku možnost regionální samosprávy v rámci Spojeného království Velké Británie a Irska. Přestože se mu dostalo souhlasu krále v září 1914, jeho platnost byla odložena až na období po první světové válce, jelikož existovaly obavy, že by opozice vůči tomuto zákonu z řad unionistů a zásoba zbraní, která pramenila z nelegálního obchodu se zbraněmi provozovaného ulsterskými dobrovolníky a irským dobrovolníky, mohly vyústit v občanskou válku.
Začátek první světové války v srpnu 1914 s sebou přinesl krátkodobé odsunutí vnitroirských sporů do pozadí. Irish Volunteers se rozdělili na National Volunteers a Irish Volunteers. National Volunteers, kteří měli okolo 100 000 členů, vedl vůdce Irské parlamentní strany (Irish Parliamentary Party) John Redmond. National Volunteers věřili, že Britové slib o Home Rule dodrží a 20 tisíc z nich bojovalo ve válce v britských barvách. Dvanáct tisíc členů Volunteers však účast v britských válečných oddílech odmítlo a dál působilo pod názvem Irish Volunteers. Vedl je Eoin MacNeill a dominovalo jim Irské republikánské bratrstvo. Zatímco MacNeill byl rozhodnut použít sílu jen v situaci, kdy by hrozilo, že bude v Irsku zavedena branná povinnost, popřípadě kdyby chtěla vláda irské dobrovolníky odzbrojit, členové IRB zamýšleli vyvolat povstání, kterým sledovali získání irské nezávislosti.

## Velikonoční povstání
Zbraně, mimo jiné dvacet tisíc pušek a deset kulometů, měly být do Irska přivezeny na lodi Aud z Německa pod záštitou Sira Rogera Casementa, jednoho z tehdejších hlavních bojovníků za lidská práva. K převzetí však kvůli nedorozumění nakonec nikdy nedošlo.
Povstání vypuklo 24. dubna 1916. Eoin MacNeill, vůdce Volunteers, se o plánu v poslední chvíli dozvěděl a vydal příkaz, kterým nařizoval jednotkám Volunteers, aby se do povstání nezapojovaly. Ve výsledku se tak z dvanácti tisíc Volunteers zúčastnily bojů jen pouhé dva tisíce. IRB plánovala zmocnit se centra Dublinu a následně na to vyvolat podobná povstání po celé zemi. K tomu však nakonec nedošlo. Britové nastoupili na povstalce s ohromujícím arzenálem zbraní a vojáků – do Dublinu bylo vysláno šestnáct tisíc vojáků a dělostřelců a dělový člun. Povstalci se po týden trvajících bojích v ulicích Dublinu vzdali. Povstání si vyžádalo 500 životů z nichž polovina byli civilisté. Právě během tohoto povstání se Volunteers začali označovat za Irskou republikánskou armádu – Irish Republican Army.
Když se vůdci povstání zmocnili General Post Office, vyvěsili na ní zelenou vlajku s nápisem Irská republika a vyhlásili nezávislost Irska. Tento okamžik spolu s celým povstáním byl v následujících letech událostí, ke které vzhlíželo mnoho irských nacionalistů. Volunteers, kteří se účastnili povstání, byli jen malou skupinou irských nacionalistů. Dvě stě tisíc Irů dokonce sloužilo po boku Britů v první světové válce. Irish Independent, hlavní irský nacionalistický deník, volal po popravě hlavních vzbouřenců a po jejich stopě se vydaly i místní úřady. Někteří Dubliňané se na vzbouřence dívali s opovržením, plivali na ně, házeli po nich kameny a polévali je splašky. Když byli vedeni k transportním lodím, které je měli odvést do velšských internačních táborů, někteří je i litovali.
Během následujících dvou let se však názor veřejnosti na vzbouřence změnil. Zpočátku tomu pomohlo pohoršení nad způsobem, jakým Britové potrestali vůdce povstání. Popravě neuniklo šestnáct z nich, včetně Jamese Connollyho, který byl tak nemocný, že ani nemohl stát, takže jej museli popravit v sedě. Popraveni byli i další, u kterých bylo podezření, že povstání napomáhali. Další vlna odporu vůči britské nadvládě vzešla v letech 1917 – 1918 z pokusu zavést v Irsku brannou povinnost. Tak zvaná Conscription Crisis byla vyvolaná britskou snahou oživit své ochabující síly na západní frontě. To se však setkalo v Irsku s ohromným odporem.
Sinn Féin, malá nacionalisticky orientovaná irská strana, byla všeobecně, byť mylně, označovaná za strůjce povstání, přestože její vůdce Arthur Griffith ve skutečnosti podporoval myšlenku irské samosprávy v dualistické monarchii. Ti republikáni, kteří přežili povstání a represe po něm, stranu v roce 1917 převzali. Pod vedením Éamona de Valery pak Sinn Féin zasvětila své působení boji za vznik Irské republiky.
Mezi lety 1916 a 1918 dvě dominantní síly irského nacionalistického hnutí – Sinn Féin a Irská parlamentní strana, bojovaly mezi sebou v sérii bitev v doplňovacích volbách. Žádná ze stran nikdy nevyhrála rozhodujícím způsobem, krize vyvolaná hrozbou branné povinnosti však pomohla pohnout zatím nerozhodným jazýčkem vah směrem k Sinn Féin, která pak ve všeobecných volbách v roce 1918 vyhrála většinu irských křesel v britském parlamentu (73 ze 105). Poslanci Sinn Féin však v Londýně nezasedli, v lednu 1919 se v Dublinu prohlásili za legitimní irský parlament pod názvem Dáil Éireann.
Irští dobrovolníci, jejichž počet se díky Conscription Crisis rozrostl na sto tisíc, se přeorganizovali na armádu této nově vzniklé republiky a tak si začali také říkat Irská republikánská armáda – Irish Republican Army.

## IRA po Velikonočním povstání
První kroky k reorganizaci poražených irských dobrovolníků se uskutečnily 27. října 1917 na sjezdu, který se konal v Dublinu. Tento sjezd byl později nazýván sjezdem IRA a byl svolán tak, aby se konal ve stejnou dobu jako konference pořádaná stranou Sinn Féin.
Přestože mnohým bránilo v příjezdu zajetí v internačních táborech, měl sjezd téměř 250 účastníků. Podle odhadů Královské ulsterské policie bylo v zemi 162 aktivních spolků Volunteers, některé zdroje však uváděly i 390. V čele těchto jednání byl Éamon de Valera, který byl den předtím zvolen prezidentem Sinn Féin. Dalšími významnými osobnostmi setkání byl Cathal Brugha, tehdejší premiér (Príomh Aire) zvolený Dáilem, a mnoho dalších, kteří už v předchozích měsících sehráli významnou roli v reorganizaci Volunteers a strávili kvůli svému boji nějaký čas ve vězení. Prezidentem byl zvolen De Valera a zvolena byla i moc výkonná, kterou tvořili oblastní zástupci včetně Dublinu. K tomu byli zvoleni ředitelé různých resortů IRA, byli to: Michael Collins (ředitel pro organizaci), Diarmuid Lynch (ředitel pro komunikaci), Michael Staines (ředitel pro zásobování) a Rory O´Connor (ředitel pro technické záležitosti). Seán McGarry byl zvolen generálním tajemníkem, zatímco Cathal Brugha dostal funkci náčelníka štábu.

## Dáil Éireann a IRA
V zásadě se měla IRA, jako armáda Irské republiky, zodpovídat Dáilu, realita však byla jiná a pro parlament bylo velmi obtížné kontrolovat činnost dobrovolníků.
Nové vedení republiky mělo obavy, že by IRA nemusela akceptovat jeho autoritu, což pramenilo z toho, že Volunteers byli vázáni vlastní interní ústavou poslouchat svou exekutivu a nikoho jiného. Obavy ještě vzrostly po incidentu, který se odehrál v den, kdy se měl nový národní parlament poprvé sejít, 21. ledna 1919. Jednotka IRA z Jižní Tipperary, která jednala na vlastní rozkaz, přepadla dva strážníky Královské ulsterské policie (RIC) a zmocnila se množství gelignitu. Oba strážníci přišli během útoku o život.
Technicky vzato se vojáci, kteří byli za útok zodpovědní, dostali do rozporu s disciplinárním řádem IRA a měli být souzeni před válečným soudem, bylo však politicky výhodnější využít incident jako důkaz o rostoucím militarismu. Konflikt brzo přerostl v partyzánské boje, které v odlehlých oblastech měla na svědomí organizace tehdy zvaná jako Flying Columns. Jelikož v letech 1919 a 1920 útoky na vzdálená kasárna Královské ulsterské policie pokračovaly, stáhly se policejní jednotky do velkých měst, kde se opevnily a přenechaly tak venkov v rukou republikánů.
Už před lednovým útokem se objevily snahy o to, aby se IRA stala armádou parlamentu a ne silou, která stojí proti němu, ale byly potlačeny. 31. ledna 1919 vydal útvar IRA, An tÓglách ("The Volunteer" – dobrovolník) seznam zásad, na kterých se dohodli dva členové irského kabinetu Aireacht Cathal Brugha a Richard Mulcahy. Poprvé se zde objevuje zmínka o tom, že by se organizace měla chovat k ozbrojeným silám nepřítele, ať už vojákům či policistům, tak, jak by se chovala armáda státu k invazní armádě.

## Pozdější léta
Období mezi lety 1922 a 1923 bylo obdobím irské občanské války vedené mezi IRA a armádou Svobodného irského státu. V tomto konfliktu byly zbytky původní IRA koncem roku 1923 rozprášeny.

## Konflikt v Severním Irsku
Rok 1969 přinesl rozdělení této strany na dvě frakce: OIRA (oficiální linii) a PIRA (provizorní, prozatímní irská republikánská armáda). PIRA dále pokračovala v teroristických útocích, jakými byly bombové útoky, vraždy a vydírání, zaměřené na vládní britské činitele, politické a vojenské jednotky a zařízení. Působí na území Velké Británie, Severního Irska a Irské republiky a je jakýmsi ozbrojeným křídlem výše uvedené politické nacionální strany Sinn Féin.
Irská republikánská armáda byla v minulých letech oficiálně odzbrojena (dohoda byla uzavřena v pátek 10. dubna 1998 – prošla referendem v obou částech Irska). Dobrovolně se vzdala pod dozorem nezávislých pozorovatelů svého arzenálu a ukončila svoji ozbrojenou činnost. Stala se částečně legální politickou silou. Za jejím rozhodnutí částečně stojí i členství zemí v EU, rozsáhlé propouštění vězňů a příslib ústavních změn (došlo k podepsání dohody, která zaručuje, že jakmile vyjádří nadpoloviční většina obyvatel Severního Irska touhu připojit se k Irské republice, bude tak učiněno). Část republikánů se s výsledky Velkopáteční dohody z roku 1998 neztotožnila a pokračuje v ozbrojeném boji proti britským silám v rámci dvou odštěpeneckých organizací; Pokračující a Pravé IRA.